# Торчиха (Владимирська область)
Торчиха (рос. Торчиха) — присілок у В'язниківському районі Владимирської області Російської Федерації.
Входить до складу муніципального утворення Степанцевська сільрада. Населення становить 3 особи (2010).

## Історія
Присілок розташований на землях фіно-угорського народу мещери.
Від 10 квітня 1929 року належить до В'язниковського району. Спочатку у складі Івановської промислової області, а від 1944 року — Владимирської області.
Згідно із законом від 16 травня 2005 року входить до складу муніципального утворення Степанцевська сільрада.

## Населення
| 1859 | 1905 | 1926 | 2002 | 2010 |
| ---- | ---- | ---- | ---- | ---- |
| 49   | ↘27  | ↗48  | ↘7   | ↘3   |